# Ricky Petrucciani
Ricky Petrucciani (Locarno, 30 juni 2000) is een Zwitsers sprinter, gespecialiseerd in de 400 meter. Hij nam eenmaal deel aan de Olympische Spelen en behaalde hierbij geen medaille.

## Biografie
In 2021 werd Petrucciani Europees kampioen U23 op de 400 meter. Een maand later nam Petrucciani deel aan de uitgestelde Olympische Spelen van 2020 in Tokio. Op de 400 m liep hij in de eerste halve finale naar de zesde plaats, waarmee hij zich niet kon kwalificeren voor de finale. 

## Titels
- Europees kampioen U23 400 m - 2021
- Zwitsers indoorkampioen 60 m - 2022
- Zwitsers kampioen 400 m - 2019, 2020, 2021
- Zwitsers indoorkampioen 400 m - 2018, 2019, 2020

## Persoonlijke records
Outdoor
| Afstand | Prestatie | Datum            | Plaats        |
| ------- | --------- | ---------------- | ------------- |
| 100 m   | 10,24 s   | 21 augustus 2021 | Bern          |
| 200 m   | 20,72 s   | 21 augustus 2021 | Bern          |
| 300 m   | 32,96 s   | 4 februari 2020  | Potchefstroom |
| 400 m   | 45,02 s   | 10 juli 2021     | Tallinn       |

Indoor
| Afstand | Prestatie | Datum            | Plaats     |
| ------- | --------- | ---------------- | ---------- |
| 60 m    | 6,68 s    | 26 februari 2022 | Magglingen |
| 200 m   | 21,50 s   | 6 februari 2021  | Magglingen |
| 400 m   | 46,49 s   | 12 februari 2022 | Magglingen |

## Palmares

### 400 m
- 2016: 8e in series Europese kampioenschappen U18 - 49,75 s
- 2017: 4e in ½ fin. Europese kampioenschappen U20 - 47,41 s
- 2018: 6e in ½ fin. wereldkampioenschappen U20 - 47,39 s
- 2019: 5e in series EK Indoor - 47,83 s
- 2019:  Europese kampioenschappen U20 - 46,34 s
- 2021:  Europese kampioenschappen U23 - 45,02 s
- 2021: 6e in ½ fin. OS - 45,26 s
- 2021: 3e in ½ fin. EK Indoor - 46,72 s

Diamond League-podiumplaatsen
- 2019:  Athletissima - 46,64 s

### 4 x 400 m
- 2017: 6e Europese kampioenschappen U20 - 3.11,67
- 2018: 5e in series wereldkampioenschappen U20 - 3.09,48
- 2018: DSQ in ½ fin. EK
- 2021: 7e OS - 2.58,81
- 2021: DNF in finale Europese kampioenschappen U23